# Blue Ash
Blue Ash – miasto w Stanach Zjednoczonych, w stanie Ohio.
Liczba mieszkańców w 2000 roku wynosiła 12 513.

## Miasta partnerskie
- Ilmenau, Niemcy